# Manuel María Pérez y Ramírez
Manuel María Pérez y Ramírez (1781-1853) fue un poeta y militar cubano nacido en Santiago de Cuba en 1781 (según otras fuentes en 1772). Formó parte del Regimiento de Infantería, donde alcanzó el grado de capitán antes de retirarse. Siendo subteniente participó en varias acciones de guerra tanto en Florida como en Santo Domingo. Junto a Manuel Justo de Rubalcava y Manuel de Zequeira es considerado uno de los poetas más importantes del período neoclásico. La coincidencia de nombres propició que fueran denominados los tres Manueles.
La poesía de Pérez y Ramírez trata generalmente temas líricos, religiosos, morales y dramáticos. Lamentablemente la mayor parte de su producción literaria ha desaparecido. Uno de sus sonetos más conocidos es El amigo reconciliado. Fue pionero en expresar en su lírica el amor a la naturaleza característica de la isla cubana. Además de su actividad poética, Manuel María Pérez y Ramírez fue fundador  de diversas publicaciones literarias de la época, como Ramillete de Cuba, El eco cubense y El canastillo. Posteriormente publicaría sus artículos periodísticos en diversas publicaciones santiagueras como el Diario de Santiago de Cuba o el Periódico Nacional de Santiago de Cuba, entre otros, manifestando siempre en sus escritos sus convicciones liberales.
Falleció en Santiago de Cuba en 1853.